# スタートレック (マイコンゲーム)
『スタートレック』（Star Trek）は、アメリカで生まれたSFテレビドラマ（『宇宙大作戦』）をヒントに作られた、テキストベースの（text-based）つまりユーザインタフェースとしてもっぱら文字や文章を使う、ストラテジーゲーム（あるいはシミュレーションゲーム）である。当初はフリーゲームだったが、後にメーカーから商業品としても発売された。
1970年代のミニコンピュータやマイクロコンピュータ（現在で言うパーソナルコンピュータの初期の形態）でテキストベースのゲームとして制作された。（なお1990年代以降に、同名の「Star Trek」と命名されていながら、当記事で説明するものとは根本的に異なっていて、テキストベースではなく、視覚的で、おまけにゲームのしくみも根本的に異なるパソコンゲームもいくつか誕生しているが、そのようなゲームの説明は英語版記事のen:List of Star Trek gamesや、そのリストの（将来開設される可能性がある）日本語版記事に譲るとして、当記事では1971年のものをオリジナルとして移植・派生していったテキストベースのストラテジーゲームについて解説する。
なお以下当記事においては全て、特に断りなく「当ゲーム」と記した場合はこのスタートレックゲーム、映像作品と記した場合は『宇宙大作戦』のみを意味する。

## ストーリー
仲の悪かった惑星連邦とクリンゴン帝国は、いよいよ全面戦争に突入した。君は宇宙船USSエンタープライズ号の船長となり、ワープエンジンや光子魚雷などの機能を駆使し、このエンタープライズたった一隻だけで、銀河に散らばる多数のクリンゴン（Klingon。「クリンゴン」は人種名なので、正確にはクリンゴン戦艦と呼ぶべきであろうが、当ゲームの日本語版では単にクリンゴンと称すのが一般的である）を期限までに全滅させねばならない。任務完遂の暁には提督の地位が待っているが、失敗した場合は地上勤務に降格となる。
これらの固有名詞や世界観は映像作品から拝借しているものの、基本的には初期に当ゲームを作り上げていった、トレッキーのプログラマー達が勝手に創造したオリジナルストーリーである。なお『新スタートレック』以降は当時まだ制作されていなかったため、当ゲームには反映されていない。

## 歴史

### 発祥
当ゲームは1971年（72年とする資料もあるが、Wikipedia英語版には71年の資料がある）に、当時高校生だったマイク・メイフィールド（Mike Mayfield）がen:Scientific Data Systems社（略称SDS。1969年にゼロックスに売却）のミニコンピュータ、Sigma7に搭載されていたBASIC言語で書いたものが始まりとされている。これがヒューレット・パッカード社のBASICソフトウェアライブラリにも加えられた。
1973年にはデビッド・アール（en:David H. Ahl。後に世界初のテレビゲーム史研究家となった人物）と彼の同僚のメアリ・コール（Mary Cole）によって、上述のメイフィールドのソフトのバリエーションがPDP-11のオペレーティングシステムのRSTS-11に移植された。これが書籍"101 BASIC Computer Games"に『スペースウォー』（Space War。1962年の『スペースウォー!』や、その後日本で出たアーケードゲームとは別物）として掲載され、BASICを使えるコンピュータを持っていたユーザの間で当ゲームが広く遊ばれるようになった。
また上の段落とは別にボブ・リーダム（Bob Leedom）が作ったバリエーションでは、機関の故障や宇宙域の名称といった概念が追加された。
さらにアールはSuper Star Trek（スーパースタートレック）と呼ばれるバリエーションを作り（九十九電機が作った同名かつ同系統のゲームとは無関係）、これは1978年に書籍"Microcomputer Edition"に収録された。この本は同年にアスキーより日本語版が出版され、日本のマイコンユーザにも当ゲームが伝わることになる。
当ゲームはコンソールやテレビモニタのキャラクタスクリーン（もっぱら文字を表示する画面）で遊ぶものが一般的だったが、稀に次のようなものもあった。
- テレタイプライタによる端末（テレタイプ端末）を使用し、入力コマンドによる実行結果を毎回プリンタに印字する
- 電話回線を使ったタイムシェアリングシステムで動く
- UNIX用（ケン・トンプソンによるUNIX開発の動機の一つといわれる、『スペーストラベル』（en:Space Travel (video game)）と誤って混同されることがある）

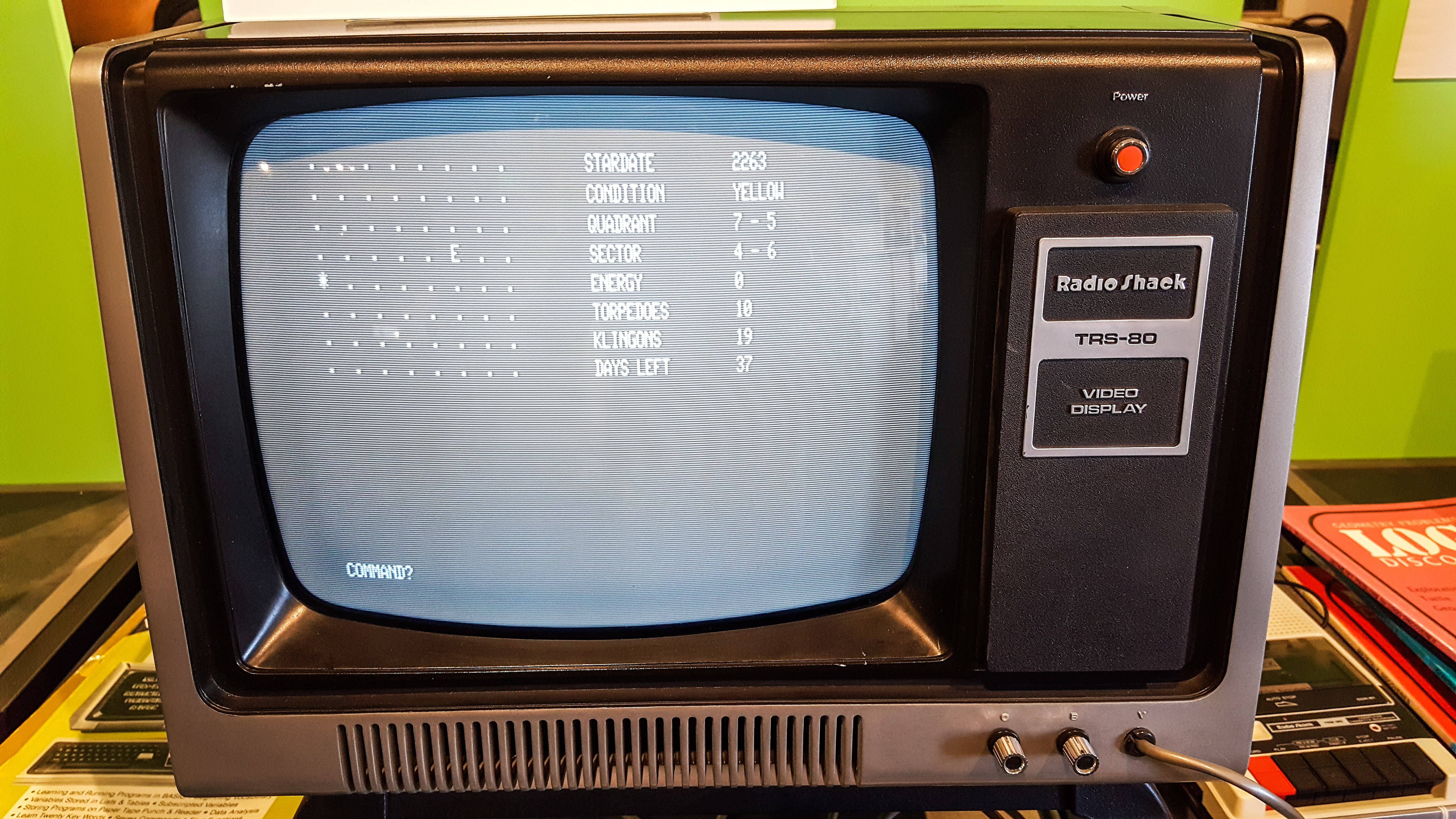
TRS-80のSTAR TREKプレイ画面

1976年7月発売の Apple I 向けには1976年に移植され、16キロバイトのRAMで動くという意味で「16K-Star Trek」と名付けられた。翌1977年には改訂版がApple Star Trekとしてリリースされた。1977年発売のApple IIでも、初期のApple IIを16KB以上のRAM構成で購入するとen:Integer BASICで書かれた『16K スタートレック』が、データレコーダ方式で読み出してインストールできるカセットテープで付属した。これは後にDOS3.2のシステムディスクに『アップル・トレック』（en:Apple Trek）とタイトル名を変更して収録されるようになった。
1977年にタンディーコーポレーションから発売されたTRS-80向けにはen:Star Trek III.4がリリースされた。

### 日本での展開
bit臨時増刊『マイクロコンピュータのプログラミング』（1978年2月号増刊）p.245「宇宙戦争ゲームのプログラム」にて、石田晴久が、最初に輸入したのはたぶん自分だ、と記している。1975年のベル研滞在時にプレイして面白さに感心し、周囲の手助けを得て、1976年に東大大型計算機センター（後の東京大学情報基盤センター）のマシンにデモ・プログラムとして登録し、同センターのアカウントがあれば //GAME STARTREK というコマンドでTSS端末を通して遊べた、という。
その後、米国製のパーソナルコンピュータが輸入販売されるのと共にスタートレックも輸入され、秋葉原のマイコンショップで1ゲーム当たりで料金を徴収して遊ばせるなどして、一部のマニアによって細々と遊ばれるようになった。月刊I/O 1977年12月号では、AppleII版『16K スタートレック』の遊び方が2ページで紹介された。
当ゲームが日本で脚光を浴びてくるのは1980年前後、8ビットパソコン・ホビーパソコンがマイコンと呼ばれていた時代である。主力となるマイコンがMZ-80とPC-8001だった当時は、『スペースインベーダー』の流行もあってシューティングゲームなどアクションゲームが定番で、シミュレーションゲームではウォーゲームやアドベンチャーゲームが存在していたものの、遊びかたが複雑でやや難しすぎ（その結果、流行せず）、ソフトの種類も少なかった。
当Star Trekはルールが比較的シンプルであり、バリエーションごとに多少のルールの違いはあるものの、誰でも何種類か遊べば共通のしくみや操作方法がおおよそ判るようになる。 そのため、当時のコマンド入力式ストラテジーゲームの代表的なもの（いわゆる「定番」）と見なされ、当時のマイクロコンピュータのほとんどの機種に移植された。
ただしゲームを動かすのに必要なメモリ容量が当時としては大きかったため、メモリ容量が当時メーカーから「拡張」と呼ばれたサイズ（例えばPC-8001は標準16kに対し拡張32k、MZ-80Kは標準20kに対し拡張48k）でないと動かないものが多く、VIC-1001、ZX-81などの、低価格でメモリが非常に少ないマイコンには余り移植されなかった。
ただし一部では少ないメモリで動かすためにゲームの内容自体を簡略化したものも作られ、Tiny Trek（タイニートレック）と呼ばれた。 Tiny Trekはシャープのポケットコンピュータにも移植された。
当時のマイコン雑誌の四強であった「I/O」「月刊アスキー」「月刊マイコン」「RAM」のいずれにも当ゲームのプログラムは掲載された。初期の掲載としては、I/O 1978年4月号にSC/MPマイクロプロセッサを用いたマイコンキットで動作するNIBL Tiny-BASIC用『4K スタートレック』のプログラムリストが掲載された。
なおI/Oの1982年2月号に掲載されたFM-8用の『オールキャスト・スタートレック』は、スタートレック・ゲームとしてはユーザインタフェースがやや特殊で、テキストベースのやりとりだけでなく、FM-8の高解像度のビットマップ・グラフィック機能を活かして、ゲーム内の各種ステータスがブリッジの計器類を模したグラフィック上に表示され、会話シーンでは全クルーの顔がグラフィックとして（つまり絵として）表示された。
ハードメーカーからだけでなくソフトウェア制作会社などからも商業品として発売された。たとえばPC-8001向けには九十九電機が「スーパースタートレック」、MZ-80K/C向けにはシャープ製だけでなく、ハドソンソフト製のソフトがある。巨大なアスキーアートでエンタープライズ号が表示されるワープシーンは、MZの本体の広告写真にも使用された。
人気の終焉
PC-8800シリーズ・PC-9800シリーズなど、大容量のメモリとより高精細のグラフィック機能を持つ次世代パソコンが多数登場すると、グラフィックで楽しませるゲームや当ゲームよりも面白いシミュレーションゲームが増えてゆき、当ゲームはいつしか遊ばれなくなり、制作されなくなっていった。

## 現在
UnixではRogue等とともに、伝統的にマニュアルのセクション6のゲームとして、たとえばFreeBSDではportsのgames/bsdgamesに収録されている（portsへの分離より前のバージョン4以前はソースツリー中に同梱）。また海外では当ゲームのシステムを基本に、『新スタートレック』以降の世界観（ボーグ、カーデシアなど）および現代風のグラフィックや操作性を取り入れたフリーゲーム、"Win Trek"が公開されている。
現在でもいわゆるレトロゲームの一種として楽しむ人々や、CUIやテキストベースのプログラミングのサンプルとしていじって楽しむ人々はいる。当ゲームのフリーゲームやプログラムリストがダウンロード出来るサイトも存在する。
GitHub（http://github.com)で検索窓に「Star Trek, Python」や「Star Trek, C++」「Star Trek, ANSI C」などとキーワード入力すれば、1971年版のオリジナルのStar TrekをPythonやC++やC言語に移植したものをダウンロードできるので、現代のWindowsマシンでもMacでもLinuxマシンでもそれを動かして遊ぶことができる。

## ゲーム内容
- 大きなフィールドと小さなフィールド
- 長短の異なる2つの攻撃方法
- ステータスの値がゼロになると負け
- 単に値が減るだけでなく、特定の行動が不能になる特殊攻撃
- 上記をなおす施設の存在

などは、『ウルティマ』『ドラゴンクエストシリーズ』の様なフィールド見下ろし形コンピュータRPGと、ある程度の共通点を持つ。

### ルールの違い
当ゲームは、様々なプログラマーがそれぞれ独自の解釈によるゲームを作っていったため、日米問わず作られた数だけルールに細かい違いがある。本来なら最初に作られたSigma7版や、最も多くの人に遊ばれたバリエーションとして認知されているもの、何らかの定義で公式として認められているものを基準に解説することが望ましいが、当時のマイコン事情が、良くも悪くも自由だったため、当ゲームはそれも困難である。
異なるルールを全て解説することは不可能なので、ここでは以下の基準に添ってルールを解説している。また多数のゲームプログラムの違いを意味する言葉は、当記事では便宜上「バリエーション」という単語で統一する。
- 当ゲームが日本でよく遊ばれていた頃、最もよく見られたバリエーションを基準に解説。
- よく見られたバリエーションにも複数ある場合、先にルールが簡単なバリエーションを、次にルールがやや複雑なバリエーションを解説。
- ごく一部のバリエーションでしか見られなかったルールについては省略。

こうしたルールの違いに関する読解および加筆修正については、テレビゲームではなくカードゲームだが、「大富豪」「麻雀のルール」なども参照のこと。

### ゲーム開始時
初めにクリンゴンと基地の数が設定される。数を入力しないバリエーション、または入力できるバリエーションでも入力を略した場合、一般にクリンゴン=25、基地=4、宇宙年=クリンゴンとほぼ同数に設定され、司令部からのメッセージが出る。
```
USSエンタープライズゴウヘ。
ウチュウレキ35**年マデニ、**セキノ KLINGON ヲ、ハカイセヨ!
ナオ、ウチュウキチガ*コ、ヨウイシテアル。
```

### 各コマンド・機能総括
- 入力コマンドの並び順は大体決まっており、特にワープや攻撃などの主力機能は、以下の順序を外れることがあまり無い。
- 選択方法はコマンド順に数字"1"を入力、数字"2"を入力…というバリエーションが殆どである。それぞれの節の番号に対応していると考えるとよい。
- 各機能には故障という概念がある（後述）。

### 各コマンド・機能（フィールド表示関連）

#### ステータス表示
この機能は故障せず常時表示されている。このためこの機能の正式は特に定められていないので、当記事では便宜上ステータスと記す。
宇宙年（STAR DATE）
ゲーム開始時の西暦3500年から何年たったかを示す。ゲームには直接影響しない。なお当ゲームではTOSの宇宙歴をこう勝手に解釈したが、『新スタートレック』からの公式設定では2300年に設定された。
残り日数（YEARS LEFT）
残り時間が二桁+小数点で表示される。コマンドを一つ実行すると日数が1日（0.1年）減り、10日で1年経過する。ただし複雑なバリエーションでは、ワープや魚雷がセクター内を動く時に0.1日（つまり0.01年）減るものもある。これがゼロになると時間切れで負け。
クォドラント（QUADRANT）
大宇宙のことで、8×8=64マスから成っており、ここでは1から8の座標で表示される。
セクター（SECTOR）
クォドラントの中の小宇宙のことで、同じく座標で表示される。なおバリエーションによっては0から7のもの、0から9のもの（つまり10マスごと）、三桁表示などのより細かい座標に分かれているものなども存在する。
エネルギー（ENERGY）
エンタープライズの保有エネルギー。満タン時は一般に4000。これもゼロになると負け。宇宙基地に着くと消費分が補充される。
シールド（SHIELD）
エネルギーからどれだけシールドにまわしているが表示される。シールドのエネルギー調節が無いバリエーションにはこの表示は無い。
光子魚雷（PHOTONS）
魚雷の残弾。フル装填時は一般に10。宇宙基地に着くと撃って無くなった分は再装填される。
クリンゴン（KLINGONS）
敵の残り数。
状態（CONDITION）
現在の総合的な状態を、危険（CAUTION、色の付くバリエーションでは赤）/注意（WARNING、黄）/安全（NORMAL、緑）/寄港（DOCKED、青）で表示する。

#### 事前補足
- 以下の3機能は、画面全てがスクロールするバリエーションではコマンドの一つとして組み込まれていたが、表示関係がリアルタイムに動くバリエーションが登場すると、コマンドの入力対象からは外され、画面に常時表示となった。
- 当初のバリエーションではショートレンジセンサーとロングレンジセンサーしか無く、前述したボブ・リーダムのバリエーションから銀河系マップが追加された。ロングレンジセンサーと銀河系マップは機能内容が似通っていることから、後世のバリエーションでは画面に表示する際、両機能を一つにまとめているが、故障機関としてはその後のバリエーションでも独立性を保っており、一方が故障すると一方に関する表示のみが使用不能となる。

#### 銀河系マップ
エンタープライズがどのクォドラントにいるかを表示する。また文字飾りの付けられるマイコンで動くバリエーションでは、今いるクォドラントを白黒反転文字、ないし前述のステータス表示のCONDITIONと同じ色で表示するものが多い。なおクォドラントは本来4つずつの大グループ（宇宙域）に区切られ、それぞれ固有名詞と数字が割り振られていたが、これは日本で遊ばれたバリエーションでは、とりたてて反映されていない。

#### ロングレンジセンサー
- 未探査のクォドラントは"***"で表示。これはCOBOLなどの古いコンピュータ言語の数字・文字表示に使われている概念。
- 一度でも訪問した座標と上下左右斜め計9ヶ所のクォドラントは探査済となり、三桁の数字（例えば"513"など）と表示される。百位はクリンゴン（一つのクォドラントに最大5隻）、十位は宇宙基地（最大1個、つまり表示は1か0だけ）、一位は星の数を示す。
- 故障すると見えなくなるだけでなく、これまでの記録も消滅して未探査に戻る。

#### ショートレンジセンサー
セクター内の配置を『ローグ』同様に一文字で表示する（縦横に何文字分かを使い、キャラクタグラフィックでもう少し複雑な型を表示しているバリエーションもある）。故障すると表示されなくなるため、その時はメインパネルの座標を頼りに、文字通りの計測飛行となる。
| ・ | 空間             | 何も無い空間。 |
| E  | エンタープライズ | プレイヤーのキャラクター。 |
| K  | クリンゴン       | プレイヤーが倒すべき存在。色が付いたバリエーションでは赤色とする場合が多い。                                                                             |
| B  | 宇宙基地         | エンタープライズが補給を受ける場所（詳細は後述）。 |
| ＊ | 星（小惑星）     | 基本的には障害物で、ワープ移動や光子魚雷攻撃の際に邪魔となる。無駄弾を撃つことになるが、魚雷で破壊可能。                                                 |
| ●  | 光子魚雷         | 画面表示がリアルタイムに動くバリエーション（後述）のみに登場。劇中設定では丸い光球に見えるため、どのバリエーションも上下左右対称の図形で表示されていた。 |

#### 画面
マイコンの機能が進むにつれ画面レイアウトのバリエーションも進化していったので、ここでは歴史が古い順から三種類に大別して解説する。なお以下の画面イメージの表示は、当記事にあわせて投稿者が個別に再現したもので、過去に実在したあるバリエーションを複写してきたものではない。
- 当初のバリエーションは画面が全てスクロールするもので、コマンドを入力してその結果がスクロール表示されるたび、ステータスとショートレンジセンサーも毎回その時の最新情報を表示しており、センサー上をリアルタイムで動く要素は無かった。
- 次に登場したのは、40×25画面の上半分にロングレンジセンサーと銀河系マップ、下半分にショートレンジセンサーとステータスを固定しているバリエーション。コマンドの入力と実行結果は画面の一番下の狭い行に固定していた。なお、画面の縦半分をコマンド入力と結果表示に使い、ロングレンジセンサーと銀河系マップは使う時だけ残りの縦半分に出るバリエーションも存在した。

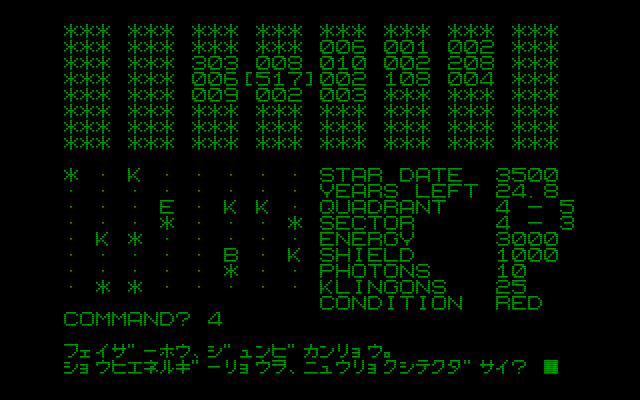
40x25画面表示の再現イメージ

- 80×25画面が使えるマイコンが登場すると、上半分にロングレンジセンサー・銀河系マップ・ショートレンジセンサー・ステータスを並べ、下半分をスクロールメッセージとしたバリエーションが出た。
- さらにCONSOLE命令でスクロール範囲を指定できる機種では、画面の上半分を固定とし、下半分だけをスクロールさせたものもあった。プレイヤーのプレイアビリティ向上だけでなく、作る側の開発効率も向上した。

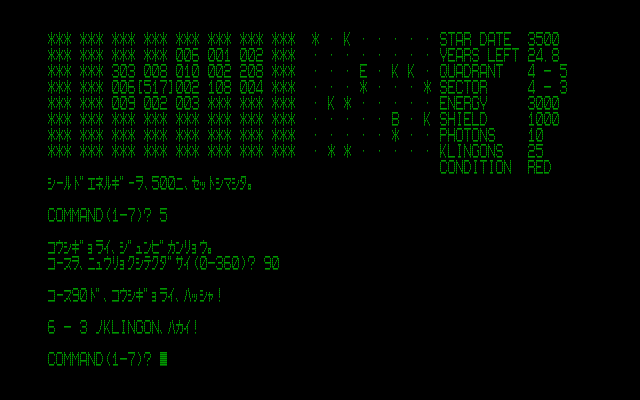
80x25画面表示の再現イメージ

### 各コマンド・機能（フィールド表示以外）

#### インパルスエンジン
このコマンドは、セクター内移動とセクター外移動のコマンドが分かれているバリエーションでは、セクター内移動限定コマンドとして設定される。使用方法は次に述べるワープエンジンも基本的に同じ。
方向と速度
移動方向を0度から360度までの角度で入力し（0から7.9の小数点つき数字で入力するバリエーションもある）、次にワープ速度を入力する。速度と言っても正確には移動距離と考える方がよい。移動する位置は三角関数で計算されるため、斜め方向ではワープ速度イコール移動歩数とはならず、例えば斜め45度ならワープ3では2マス、ワープ10では8マスしか移動出来ない。
セクター内移動
- 故障してもセクター内移動は3マスまで動くことが出来る。
- 前方にクリンゴンや星などの障害物があれば進めないため、そこで停止する。または衝突したことで機関が一つ故障する。
- 体当たりでクリンゴンにダメージを与えられるバリエーションもあり、この場合スピードが速いほど、そしてシールドが強いほどクリンゴンに大きなダメージを与える。

#### ワープエンジン
このコマンドは、セクター内移動とセクター外移動のコマンドが分かれているバリエーションでは、セクター外移動限定コマンドとして設定されている。分かれていないバリエーションではワープエンジンがどちらの機能も兼ねており、ワープ1から10ならセクター内移動、ワープ10から100ならセクター外移動となる。
セクター外移動
- セクターの端を越えるとセクター外移動（ワープ）となり、異常が無ければ目的地のクォドラントに着く。
- しかし時々宇宙嵐に巻き込まれることがあり、この時は機関が一つ故障し、予定外のクォドラントにたどり着いてしまう。
- 新たなクォドラントに着くと、そのクォドラント内のセクター内の状況が表示される。このセクター内の配置座標を保存しておく配列変数は、セクター1つ分の情報しか保存出来ないため（クリンゴンと基地と星の数は、銀河系マップとロングレンジセンター用の変数が3桁の数字で保存している）、再度ワープして同じクォドラントに戻っても、セクター内のキャラ配置は毎回変わる。この変化がゲームを複雑かつ面白くしている。
- クォドラントの端を越えた場合はバリエーションの違いが多く、例えば以下の通り。
  - 宇宙嵐同様、予定外のクォドラントに到着。
  - 銀河の外にはみ出し即ゲームオーバー。
  - 上下左右が繋がっていて反対側に抜ける。

#### シールド
- 簡単なバリエーションでは単に機関名だけが設定されており、そのまま故障しなければ大きな被害は出ない。
- 複雑なバリエーションではシールドにまわすエネルギーを調節可能。
- 敵の攻撃があるたび、シールドエネルギーが調整可能なバリエーションではシールドが減って行く。シールドがゼロ以下になる（バリエーションによってはシールドの量が低下してくる）とダメージとなり、エネルギーが失わ（引か）れていく。
- 故障するとシールドは全く張れなくなり（複雑なバリエーションではシールドエネルギーがゼロとなる）この状態で攻撃を受けるとダメージも大きく、毎回故障や死者が発生する。

#### フェイザー砲
- 消費エネルギーを入力するとフェイザー光線を放射し、セクター内の全クリンゴンを攻撃する。
- 全クリンゴンを攻撃出来る、星や基地の陰に隠れているクリンゴン攻撃も可能という長所がある。
- その反面大量にエネルギーを消費する、クリンゴンの数が多かったり距離があると与えるダメージが減退するなどの短所も持つ。
- なおこのフェイザーの機能は、映像作品（目標に照準を合わせて照射するビーム兵器として描かれている）とは最も異なる設定の一つである。

#### 光子魚雷
- 光子魚雷が10発装弾されており、ワープエンジン同様に角度を入力すると、その方向に飛び、先にあるものを破壊またはダメージを与える。
- 故障していなくても弾切れの場合は撃てない、角度を間違えれば外れる、星や基地の陰に隠れているクリンゴンは攻撃出来ない、一発で一隻のクリンゴンしか狙えない、などが欠点。
- 簡単なバリエーションでは、クリンゴンは命中すれば大体破壊となるが、破壊できない時もある。高度なバリエーションではクリンゴンや魚雷にも保有エネルギー数が設定されており、命中すると保有エネルギー同士の引き算が行われ、その結果クリンゴンのエネルギーがゼロ以下なら破壊。さらに高度なバリエーションでは、魚雷の充填エネルギーが調節可能であったり、一度に何発も発射可能。
- 星もクリンゴン同様に大体破壊できるが、破壊できない時もある。
- 宇宙基地は命中即破壊となる。ただしゲーム終了時に得点や評価が出るバリエーションでは、大きな減点対象となる。

#### エネルギー変換機
光子魚雷の消費本数を入力すると、本数分の魚雷からエネルギーが抜き取られて補充される。保有エネルギーは1本につき300ユニットとするバリエーションが多い。エネルギーが少ない時の応急処置として便利だが、もちろん魚雷が無ければ使えない。なお一般に、逆変換（余剰エネルギーから魚雷を作成すること）は出来ないバリエーションが多い。

#### ダメージレポート
各機関があと何年使えないかを表示する。この機能は一般に故障しない。

#### コンピューター
ワープや武器等の主要コマンド以外に小さなコマンドが多数存在する場合は、このコマンドが設定され、コンピューターを選択するとその中でまたサブコマンドを選択するバリエーションもある（ドラゴンクエストシリーズで「IV」から導入された「さくせん」コマンドと似た概念）また故障する場合はこのコマンド一つでまとめて故障し、サブコマンドが一つずつ故障することは無い。
- エネルギー変換機
- ダメージレポート
- ロック - 解除するまで、特定のクリンゴンのみに攻撃を続ける。
- コース計算 - 座標を入力すると、ワープや光子魚雷に必要なコースを自動的に計算してくれる。
- センサー - セクター内のクリンゴンの座標とエネルギーを表示する。

### クリンゴンからの攻撃
簡単なバリエーションのクリンゴンは、ただその座標に止まっているだけで動かない。武器はエネルギービームで「（横座標）-（縦座標）ノKLINGONカラ、（攻撃エネルギー量）UNITノ、コウゲキ!」と表示される。攻撃されるとエンタープライズのエネルギー、もしくはシールドエネルギーを調整出来るバリエーションではシールドが減る。攻撃量が大きい程故障も頻発する。複雑なバリエーションではクリンゴンが以下の行動をとることもある。
- 他のクォドラントからワープして来る
- 魚雷を撃つ
- エネルギーが少なくなると自分の魚雷をエネルギーに変換する
- 他のクォドラントにワープして逃げる

しかし魚雷発射バリエーションには「同士撃ち」という裏技がある。魚雷を撃つクリンゴンとエンタープライズの間に他のクリンゴンがいても、魚雷を撃つクリンゴンは中間のクリンゴンに構わず魚雷を撃つので、中間のクリンゴンに命中してしまう。これは「中間に味方がいるか」の判定をしていない論理バグによるものだが、映像作品の設定をうまく使った「クリンゴンは仲間同士でいがみ合うので、同士撃ちをする」という設定になっている。魚雷発射バリエーションはこれを使うと、少ないダメージでクリンゴンを倒すことが出来る。

### 機関の故障
故障すると「（故障機関名）ガ、コショウシマシタ! **.*年ツカエマセン!」とメッセージが出て使用不能となる。ただしセクター内ワープは故障時も3スピードまで可能。故障を直す方法としては以下の手段が挙げられる。
- 故障発生時に表示されていた日数がたつと、修理が完了する。
- 基地に寄港するとすぐ全機関が修理され、エネルギーも魚雷も全て補充される。寄港方法はセクター内移動で直接基地に突っ込むか、基地の隣に接岸（さらにシールドエネルギーがあるバリエーションでは、シールドをゼロにする必要もある）のどちらか。一度寄港した基地は何度でも使えるのが標準的なバリエーションだが、一度使うと資材ストックが消費されて消えるバリエーションもある。また接舷するバリエーションでは接舷中、クリンゴンがいくら攻撃しても基地が保護してくれるため、ダメージを受けない。
- 時々ランダムに「スポックガ、アタラシイギジュツヲツカッテ、（故障機関名）ヲ、シュウリシテクレマシタ。」と表示。バージョンによっては「Mr.スポック トウジョウ！」のキャプションと共に線画で姿を現し「シンギジュツデ コショウヲ ナオシタ。（故障機関名）ガ ツカエルゾ！」と述べる。
- 修理専用のコマンドがあり、実行すると通常よりエネルギーを消費するが、早めに故障が直るバリエーションもある。

このほかに、同じ機関を連続使用すると過熱して使えなくなる、オーバーロードという概念を持つバリエーションも存在する。オーバーロードは他のコマンドを一度でも使えば解除される。

### ゲームの終了
制限日数内に全てのクリンゴンを破壊すれば勝ち。この場合「オメデトウ! アナタヲ タイショウニ ニンメイシマス」とメッセージが出る。音源付きマシンの場合、「アイーダ」の「凱旋行進曲」がBGMに流れるようセットされているソフトもある。
日数かエネルギーが無くなる、あるいは死者が出るバリエーションで死者総数が多すぎると負け。「（残ったクリンゴンの数）ニ チキュウハ センリョウサレタ オマエハ ミナライニ カクサゲダ!」とメッセージが出て終わる。
こうしたゲームなので、当時としては珍しく得点表示が無いが、得点やAからDのランクが出るバリエーションもある。

## 類似ゲーム
当ゲームのテーマやシステムを一部流用したゲームも存在するため、アレンジ内容で分類した例を以下に挙げる。
- スタートレック以外の名前を持つ宇宙戦艦シミュレーションゲーム（『STAR COMMAND Σ』『DEFFEND THE EARTH』など。『宇宙戦艦ヤマト』のゲームも存在した）『STAR COMMAND Σ』については書籍「みんながコレで燃えた! NEC8ビットパソコン PC-8001・PC-6001」において、製作者のインタビューを読むことが出来る。
- 当ゲームのシステムを使って、他の内容をシミュレーションゲームにしたもの（『南青山トレック』『トレードトレック』など）
- 映像作品の名前と設定を使ったシューティングゲーム（『STARTREK FIRE!』『ツクモ スタートレックパート2』など）。ただしこれはアクションゲームであるため、厳密には当ゲームの派生ではない。
- 銀河系マップを使用したシミュレーションをベースとしているが、攻撃部分を3Dシューティングにしたもの（『スターレイダース』など）。
- 完全に一人称視点のリアルタイム3Dシミュレーションゲームとしたもの（『スターフリート/B)』）。
- 当ゲームと同時期かやや前に複数種のマイコンで遊ばれたゲームとして、『クリンゴンキャプチャー』が存在する。これは8x8のマス目に存在するクリンゴンが、フィールドの端まで逃げようとするのを、バリケードを置いて動きを封じたら勝ちというミニゲームで、クリンゴンの名を使っていること以外は、映像作品とほとんど関係ない。
- ファミリーコンピュータにもこれらの要素の影響を受けたゲームが登場、『スターラスター』と『パルサーの光』はいずれも、通向けのファミコンソフトとして細く長い人気を保った。携帯電話ゲームでは『グラディウス・アーク -銀翼の伝説-』も、当ゲームが着想の一つと発表されている。

## 著作権がらみの名称変更など
当時のゲームは著作権が良くも悪くも曖昧であり、有名作品の名前・キャラクター・設定などを使ってもそう問題とはならなかった。だが1980年代初頭に入るとこれらの問題も考慮され始め、追ってスタートレック関係もスポックなどいくつかの固有名詞が使えなくなった。ただし「エンタープライズ」は昔から多数の船に使われている固有名詞なので、使っても違反ではない。
このため例えば、当ゲームを高度にアレンジした『スターフリート(/B)』（テクノソフト）では、当初はゲーム名以外は映像作品と同じ固有名詞を使用していたが、カーク船長がシャトナー船長、ミスター・スポックがミスター・ニモイなど俳優の名前で置き換えられ、クリンゴンはエイリアンと組み合わせて「エイリゴン」となった。
前述の「みんながコレで燃えた! PC-6001」に掲載されていた『STAR COMMAND Σ』のインタビュー記事では、「『スタートレック』の名を使いたいと東北新社に直訴したが実現せず、敵の名はクリンゴンをもじって、"KLIMZON"（クリムゾン）として妥協する結果になった」と語っているが、プログラムで一ヶ所だけ名前を変えれば、クリンゴンとして表示される様に作ってあった。

## Wikipedia英語版内の関連記事
Wikipedia英語版ではStar Trekゲームの記事が多数立ち上げられており、バージョン名などで別記事になっているので下に列挙する。
- en:List of Star Trek games
- en:Trek73
- en:Don Daglow#University mainframe games in the 1970s
- en:Star Trek (1971 video game)